# Fermín Carpio
El general Fermín Carpio fue un militar mexicano que participó en la Revolución mexicana. Fue uno de los generales constitucionalistas que, al lado de Álvaro Obregón, combatió las fuerzas de Pancho Villa. 